# Стефания (принцесса Монако)
Стефания Мария Елизавета (фр. Stéphanie Marie Elisabeth Grimaldi, родилась 1 февраля 1965 года) — принцесса Монако из рода Гримальди. Младшая дочь князя Монако Ренье III и голливудской киноактрисы Грейс Келли. Член княжеской семьи Монако. Старшая сестра — принцесса Каролина, старший брат — принц Альбер II.

## Биография
Родилась в Монако. Крёстные родители: Джон Келли-младший (брат матери) и баронесса Элизабет-Анн де Масси (двоюродная сестра Стефании). Училась в пансионате Де Дамс де Сант-Мор в Монако. Посещала курсы Дюпанлу в Париже. В школьные годы занималась фортепиано, бальными танцами и гимнастикой. В 1982 году получила степень бакалавра.
13 сентября 1982 года Стефания в автомобиле, за рулём которого была её мать, попала в автокатастрофу, в результате которой Грейс Келли погибла, а Стефания получила многочисленные ушибы и серьёзный перелом шеи.
В 1983—1984 годах проходила стажировку в доме моды Кристиана Диора под руководством Марка Боана. С 1985 по 1987 год выпускала коллекцию купальников и пляжной одежды под маркой Pool Position.
Является президентом Молодёжного центра Монако, президентом Центра досуга принцессы Стефании. Является почётным членом организационного комитета Фонда принцессы Грейс в США. С 1985 года возглавляет организационный комитет Театра принцессы Грейс. С 2005 года является председателем организационного комитета Международного фестиваля цирка в Монте-Карло. В 2003 году создала ассоциацию «Женщины против СПИДа» (фр. Femmes face au sida), которая в 2004 году становится «Fight AIDS Monaco».
10 ноября 2005 года награждена Большим крестом ордена Гримальди за участие в гуманитарных областях, в борьбе против СПИДа, поддержку искусства. 6 октября 2006 года назначена специальным представителем UNAIDS. Также является «Послом доброй воли» этой организации.
В 2013 году спасла двух слонов из зоопарка французского города Лион. У слонов обнаружили туберкулёз, и их решили усыпить. Стефания взяла их под свою опеку. Теперь два слона Бэби и Непал живут в парке горного владения Гримальди Mont Agel.
Свободно говорит на английском и итальянском. Любимыми видами спорта являются плавание, катание на водных лыжах, горные лыжи.

### Личная жизнь
Обвенчалась в 1995 году с Даниелем Дюкрюэ, который являлся её личным телохранителем. В 1996 году, после публикации скандальных фотографий, на которых её муж был запечатлён занимающимся сексом с некой молодой девушкой, развелась с ним. В сентябре 2003 года вышла замуж за Адана Лопеса Переса, циркового акробата из Португалии. В ноябре 2004 пара развелась.
Дети:
- Луи Роберт Павел (род. 26 ноября 1992), отец — Д. Дюкрюэ;
- Полин Грейс Магай (род. 4 мая 1994), отец — Д. Дюкрюэ;
- Камилла Мари Келли (род. 15 июля 1998), отец — Жан Реймонд Готтлиб.

## Музыкальная карьера
Со второй половины 1980-х годов принцесса Стефания пробовала себя как певица. Зимой 1986 года она выпустила свою первую песню «Ouragan» («Ураган») и её английский вариант — «Irresistible». Композиция имела невероятный успех и долгие месяцы находилась на вершинах чартов. Сингл разошелся более чем двухмиллионным тиражом и получил платиновый статус во Франции. Также был снят весьма смелый для титулованной особы клип. В том же году вышел её первый альбом «Besoin». Большой успех имела песня с этого диска «Fleur du mal», которую Стефания посвятила своему другу детства Полю Бельмондо (сыну актёра Жана-Поля Бельмондо и гонщику Формулы 1 в 1992 и 1994 годах).
В 1991 году вышел второй альбом, «Stephanie», который заметно отличался от первого по звучанию и был принят весьма прохладно.
Принцесса инкогнито записала партию вокала для одной из песен альбома Майкла Джексона Dangerous в 1991 году.